# Мажино, Андре
Андре́ Мажино́ (фр. André Maginot; 17 февраля 1877, Париж — 7 января 1932, там же) — французский политический и военный деятель.

## Биография
В 1897 году стал доктором юриспруденции. В 1910 году был избран депутатом Национального Собрания Франции. Когда началась Первая мировая война, пошёл на военную службу и был послан в Лотарингию. В сентябре 1914 года получил звание сержанта за хладнокровие и храбрость. В ноябре 1914 года был ранен под Верденом и награждён Военной медалью, высшей военной наградой Франции. 12 марта 1919 года награждён за военные заслуги орденом Почётного легиона.
После войны возвратился в парламент. Выступал с позиций непримиримого антикоммунизма. Большой резонанс имело его парламентское выступление против ФКП после расстрела на улице Дамремон в 1925 году. Ранее, в 1922 году был назначен военным министром в правительстве Раймона Пуанкаре. Был инициатором создания линии вооруженных укреплений на границе с Германией («Линии Мажино»). Строительство этой линии велось в 1929—1934 годах. Стоимость этого строительства составила около $1 млрд.
Тем не менее, Мажино так и не увидел окончания строительства линии. В декабре 1931 года он подхватил тиф и 7 января 1932 года умер в Париже. Линию укреплений назвали в его честь. Однако, линия оказалась неэффективной, поскольку гитлеровским танкам удалось прорваться через горы и болота, считавшимися непроходимыми для танков и обойти укрепления. В сентябре 1966 года близ Вердена был установлен памятник в честь Мажино.
Андре Мажино был президентом французской федерации фехтования в 1919—1932 годах, и президентом Международной федерации фехтования в 1921—1924 годах.